# ریموند دو لاروش
ریموند دو لاروش (زاده ۲۲ اوت ۱۸۸۲ – درگذشته ۱۸ ژوئیه ۱۹۱۹) یک خلبان زن فرانسوی بود که احتمال داده می‌شود اولین زن خلبان در جهان است. او در ۸ مارس ۱۹۱۰ میلادی اولین خلبان زن با گواهینامه خلبانی جهان شد.
او سی و ششمین گواهینامه خلبانی هواپیما جهان را که توسط اولین سازمان جهان که مجوز خلبانی صادر کرد، دریافت کرد. در آن زمان، مجوز خلبانی فقط برای خلبانانی که هواپیما آنها برای مقاصد تجاری کار می‌کردند مورد نیاز بود.